# Congetia chesneyi
Congetia chesneyi is een tweekleppigensoort uit de familie van de Noetiidae. De wetenschappelijke naam van de soort is voor het eerst geldig gepubliceerd in 1994 door Oliver & Chesney.